# Monika Vaculíková
Monika Vaculíková (* 12. dubna 1991 Bruntál) je česká modelka a účastnice soutěží krásy.

## Osobní život
Monika Vaculíková pochází z Bruntálu, kde také studovala na gymnáziu. Poté studovala na Pedagogické fakultě Univerzity Palackého v Olomouci. Věnuje se profesionálně modelingu v České republice i v zahraničí.
Je vdaná za hokejistu Petra Koloucha. V roce 2020 se jim narodil syn Samuel.

## Soutěže Miss
Monika Vaculíková se zúčastnila mnoha soutěží. Na většině z nich se umístila na předních pozicích, například na:
- Dívka roku 2006 – 3. místo
- Miss Reneta 2007 – I. vicemiss, Miss Foto[4][5]
- Soutěž Superkrás 2007 – Miss Soutěže Superkrás, Miss Deník
- Miss Léto 2008 – vítězka, Miss Sympatie
- Miss Holiday 2008 – vítězka, Miss Talent
- Miss Praha Open 2008 – II. vicemiss[6]
- Miss Haná 2009 – vítězka
- Miss Jihlava Open 2009 – II. vicemiss, Miss Nice Magazine[7]
- Tvář roku 2011 – vítězka
- Miss Princess of the World Czech Republic 2012 – vítězka[8]
- Miss Princess of the World 2012 – I. vicemiss
- Miss Face Czech Republic 2015 - vítězka
- Miss Grand Czech Republic 2016 - vítězka, reprezentace na Miss Grand International